# Gymnechinus
Genre
Gymnechinus est un genre d'oursins de la famille des Toxopneustidae.

## Description et caractéristiques
Ce sont de petits oursins réguliers, de forme plus ou moins hémisphérique, avec la bouche située au centre de la face inférieure (« face orale ») et l'anus à l'opposé (face dite « aborale »), légèrement excentré au sein de l'« appareil apical » situé au sommet de la coquille (appelée « test »).
Les ambulacres sont trigéminés, chaque plaque portant un tubercule primaire et un tubercule secondaire plus petit. Les paires de pores sont disposées trois par trois en arcs, l'ensemble formant des bandes radiales grossièrement linéaires. Les plaques interambulacraires portent un tubercule primaire flanqué de tubercules secondaires à peine moins gros, pouvant former des lignes horizontales à l'ambitus. Le disque apical, hémicyclique, est souvent dépourvu de radioles, avec un périprocte très excentré, et la membrane péristomiale est généralement nue (d'où le nom du genre), simplement protégée par dix petites plaques buccales.

## Liste d'espèces
Selon World Register of Marine Species (18 février 2014) :
- Gymnechinus abnormalis H.L. Clark, 1925 -- Océan Indien, 0-54 m
- Gymnechinus epistichus H.L. Clark, 1912 -- Philippines, 0-35 m
- Gymnechinus pulchellus Mortensen, 1904 -- Pacifique ouest, 5-50 m
- Gymnechinus robillardi (de Loriol, 1883) -- Océan Indien, 0-70 m